# ویلیام ولد
ویلیام فلوید وِلد (به انگلیسی: William Floyd  Weld) شناخته شده با نام بیل ولد (به انگلیسی: Bill  Weld) (زاده ۳۱ ژوئیه ۱۹۴۵) وکیل و سیاستمدار آمریکایی است.
وی از سال ۱۹۹۱ تا ۱۹۹۷ به عنوان ۶۸امین فرماندار ایالت ماساچوست خدمت کرد و در سال ۲۰۱۶ به عنوان نامزد معاون ریاست جمهور توسط حزب لیبرترین انتخاب شد تا در انتخابات ریاست‌جمهوری ایالات متحده آمریکا همراه گری جانسن باشد.

## زندگی شخصی
بیل ولد در ۳۱ ژوئیه ۱۹۴۵ در اسمیت‌تاون در ایالت نیویورک متولد شد.